# 绍尔克韦什库特
绍尔克韦什库特，是匈牙利沃什州所辖的一个村，总面积13.20平方公里，总人口515，人口密度39.0人/平方公里（2010年1月1日）。